# Johannes Janzen
Johannes Janzen (ur. 21 maja 1896 w miejscowości Fronza k. Kwidzyna; zm. w latach 80. XX wieku) – as lotnictwa niemieckiego Luftstreitkräfte z 13 zwycięstwami w I wojnie światowej.

## Życiorys
Zgłosił się na ochotnika po wybuchu I wojny światowej do Pułku Leibhussaren Nr. 1. W lutym 1916 został mianowany podporucznikiem. W maju 1916 został skierowany do lotnictwa do Fliegerersatz Abteilung Nr. 3 w Gocie. Po przejściu szkolenia 22 sierpnia został skierowany do służby w Kasta 12 (Kagohl 2). Wkrótce został odznaczony Krzyżem Żelaznym i 28 listopada przeniesiony został do Jagstaffel 23. W jednostce tej 25 lutego 1917 odniósł swoje pierwsze zwycięstwo nad samolotem Farman. 16 października 1917 został przeniesiony do Jagdstaffel 6. Po odniesieniu swojego czwartego zwycięstwa 27 marca został skierowany na stanowisko dowódcy Jagstaffel 4, które pełnił do 3 maja 1918, kiedy powrócił do Jagstaffel 6 i przejął obowiązki dowódcy jednostki po Wilhelmie Reinhard, który po śmierci Manfreda von Richthofena został dowódcą JG I.
9 czerwca 1918 Johannes Janzen został zestrzelony nad terytorium francuskim i dostał się do niewoli. Po zakończeniu działań wojennych w grudniu 1918 udało mu się uciec z niewoli i powrócić do domu.
W styczniu 1920 zgłosił się do Flieger Staffel 120 Reichswehry w Interbergu. Wrócił do niemieckiej służby wojskowej podczas II wojny światowej i zginął w rosyjskim obozie jenieckim 18 października 1945 roku.

## Odznaczenia
- Krzyż Żelazny I Klasy
- Krzyż Żelazny II Klasy